# Men of Honor (Film)
Men of Honor ist ein US-amerikanisches Filmdrama von George Tillman Jr. aus dem Jahr 2000. Die Hauptrollen spielten Cuba Gooding Jr. und Robert De Niro. Der Film erzählt über das Leben des ersten afroamerikanischen Tauchers der United States Navy, Carl Brashear.

## Handlung
Carl Brashear wächst in ärmlichen Verhältnissen in Kentucky auf. Da er dem Leben eines Farmers entgehen will, tritt er 1948 gegen den Willen seines Vaters der US Navy bei, wo er an Bord des Schiffes USS Hoist Dienst verrichtet. Es gilt dort als Selbstverständlichkeit, dass Marinesoldaten mit dunkler Hautfarbe über den Job als Koch nicht hinauskommen, und Brashear muss zunächst in der Bordküche arbeiten. An Bord lernt er den Taucher Chief Leslie W. Sunday kennen. Dieser befehligt die Marinetauchergruppe an Bord. Als Brashear eines Tages Augenzeuge einer Rettungsaktion Sundays wird, beschließt er, ebenfalls Taucher zu werden. Bei den Vorgesetzten ruft dieser Wunsch Erstaunen, bei den anderen Soldaten eher Spott hervor. Brashear hingegen bleibt hartnäckig, und so schafft er es schließlich, nach zwei Jahren andauernder Bemühungen durch seine sehr guten Leistungen in die Tauchschule der Navy aufgenommen zu werden.
Brashear wird zur Taucherschule der US Navy in Bayonne versetzt, wo der inzwischen strafversetzte Sunday als Chefinstruktor dient. Brashear erweist sich in allen praktischen Ausbildungsgängen als sehr talentiert, hat jedoch aufgrund seiner mangelhaften Schulbildung bei den theoretischen Ausbildungsinhalten große Schwierigkeiten, weswegen ihm die Ablösung von der Ausbildung droht. In der nahegelegenen Bibliothek versucht er, seine Wissenslücken zu schließen, und erhält dabei Hilfe von Jo, einer angehenden Ärztin, die sich in der Bücherei auf ihr Praktikum vorbereitet. Mit großem Eifer gelingt es Brashear, sich das fehlende Wissen anzueignen und sich so in den theoretischen Tests entscheidend zu verbessern.
Bei einer Übung unter Wasser befinden sich zwei von Brashears Kameraden innerhalb eines Übungsschiffs und sollen dort ein Leck schweißen, als das Schiff plötzlich um einige Meter den Grund hinabrutscht. Der Versorgungsschlauch eines der Taucher, die mit den zu dieser Zeit üblichen Helmtauchgeräten unterwegs sind, verheddert sich, und der Taucher droht zu ersticken. Brashear, als einziger in voller Montur an Land auf seinen Einsatz wartend, wird auf sein Drängen von Sunday hinuntergeschickt, um zu helfen. Während der nicht verunglückte Taucher in Panik sein Heil in der Flucht sucht und an die Wasseroberfläche schwimmt, schafft Brashear es, bei dem anderen den verhedderten Luftschlauch abzuschrauben und einen neuen zu montieren, so dass der Mann wieder freikommt.
Für seine selbstlose Rettungstat erhält später jedoch statt Brashear der Taucher eine Auszeichnung, der aus dem Schiff geflüchtet war. Brashear nimmt die Ungerechtigkeit schweigend hin, jedoch hat sich die anfangs ablehnende Haltung seiner Kameraden inzwischen in Akzeptanz umgewandelt.
Nach einiger Zeit, Brashear ist inzwischen mit Jo verlobt, steht die Abschlussprüfung an. Sunday erhält Druck seitens seines besonders rassistischen Kommandeurs. Dieser möchte nicht der erste Kommandeur sein, unter dem ein Schwarzer zum Marinetaucher ausgebildet wird. Deshalb dürfe Brashear die Prüfung nicht bestehen und so die Ausbildung nicht erfolgreich beenden. Den theoretischen Test hat Brashear bereits bestanden. Die praktische Aufgabe der Prüflinge besteht nun darin, unter Wasser zunächst die Arbeitsleuchte und dann die Einzelteile zweier Stücke Rohrleitung zu finden. Sobald dies geschehen ist, fordern die Taucher per Funk ihr Werkzeug an, das vom Steg in einem Sack zu ihnen heruntergelassen wird, und flanschen die Teile schnellstmöglich zu einer festen Rohrverbindung zusammen, Zeitüberschreitung wird mit Punktabzug geahndet. Da Brashear in allen anderen Prüfungen zuvor überdurchschnittlich abgeschnitten hatte, reicht ihm bereits ein korrekter Zusammenbau zum endgültigen Bestehen der Prüfung, auf die Zeit käme es bei ihm nicht mehr an.
Um ihn durchfallen zu lassen, schneidet Sunday den Werkzeugsack von Brashear der Länge nach auf, so dass sämtliche Einzelteile  und das Werkzeug herausfallen und sich im Kies des Flussgrundes verteilen, was die Aufgabe unmöglich machen sollte.  Während seine Kameraden die Aufgabe innerhalb weniger Minuten erfüllen, bleibt Brashear nichts anderes übrig, als stundenlang im eiskalten Wasser mühsam nach den Teilen zu suchen. Der Kommandeur befiehlt, Sunday dürfe Brashear erst rausholen, wenn dieser aufgebe oder sich nicht mehr rühre. Es ist bereits dunkel, und eben als Sunday sich dem Befehl widersetzen und den völlig entkräfteten Brashear bergen lassen will, kommt dieser mit der korrekt montierten Rohrverbindung an die Wasseroberfläche.
Brashear wird daraufhin Bergungstaucher auf einem Schiff, Sunday hingegen wird aufgrund seiner Gehorsamsverweigerung erneut degradiert und strafversetzt.
1966: Brashear ist inzwischen selbst Chief und einer der besten Marinetaucher, Sunday hingegen hat Eheprobleme und flüchtet sich in den Alkohol. Bei einem Einsatz vor der spanischen Küste soll Brashear eine nicht detonierte Atombombe am Meeresgrund aufspüren. Dabei wird er versehentlich von einem russischen U-Boot mitgeschleift und gerät beinahe in dessen Antriebsschraube. Kurze Zeit später soll die Bombe mit Hilfe eines Krans an Bord gehievt werden. Brashear, der das Manöver vom Deck aus beobachtet, erkennt, dass ein Halteseil zu reißen droht. Im letzten Moment kann er zwei Kameraden aus der Gefahrenzone schubsen, dann wird er selbst von dem peitschenartig zurückschnellenden Seil getroffen und sein Unterschenkel dabei zur Hälfte abgetrennt.
Für seine Rettungstat wird er später, im Krankenbett liegend, von seinen Vorgesetzten mit Lob und Auszeichnungen geehrt. Dabei eröffnen sie ihm jedoch, dass er wegen seiner Verletzung aus dem aktiven Dienst ausscheiden muss. Brashear ist damit nicht einverstanden, da er unbedingt zum Master Chief befördert werden möchte. Entgegen dem Willen seiner Frau entschließt er sich, seinen linken Unterschenkel amputieren zu lassen. Er möchte dem Beispiel einiger Marinepiloten folgen, die mit einer Prothese ihren Dienst wieder aufnehmen konnten. Seine Trainingserfolge mit der Prothese sind jedoch nicht wie erhofft, und sein Vorhaben scheint zu scheitern, zudem wird er immer wieder hingehalten, die nach einer Verletzung fälligen Fitnesstests, wie etwa den „Tragetest“ zu absolvieren. Da taucht Sunday auf und bietet ihm seine Hilfe an. Brashear soll den bürokratischen Dienstweg überspringen, und sein Recht auf Wiederaufnahme in den aktiven Dienst direkt beim Militärgericht der Navy einklagen. Auch dort wird er mit Verfahrensfragen hingehalten, bis Brashear den Navy-Richter bei seiner Ehre packt, und anbietet, den für alle Navy-Taucher vorgeschriebenen Tragetest direkt im Gerichtssaal, vor aller Augen zu demonstrieren. Dazu muss er in voller Tauchausrüstung 12 Schritte frei im Raum gehen. Brashear plant, sich vor allem auf sein gesundes Bein zu stützen, da die Prothese unter dieser Belastung versagen könnte. Zu seiner Überraschung wurde das Handbuch inzwischen überarbeitet: Während es früher üblich war, dass Taucherhelfer dem Taucher helfen, mit der über 140Kg schweren Ausrüstung aus dem Sitzen aufzustehen, schreibt das – vom Richter selbst verfasste – neue Handbuch vor, dass der Taucher mit der neuen „nur noch“ 130 kg schweren Ausrüstung aus eigener Kraft, und ohne fremde Hilfe aufstehen muss, um anschließend die 12 Schritte zu gehen. Angefeuert von Sunday gelingt es Brashear unter höchster Kraftanstrengung den Test zu vollenden. Im Jubel der zahlreichen Zuschauer verkündet der Vorsitzende daraufhin, dass Brashear mit sofortiger Wirkung wieder in den uneingeschränkten, aktiven Tauchdienst aufgenommen wird.
Im Abspann erfährt der Zuschauer, dass Brashear nach zwei Jahren in den Rang eines Master Chiefs befördert wurde und nach weiteren neun Jahren mit diesem Dienstgrad in Pension ging.

## Kritiken
James Berardinelli schrieb auf ReelViews, dass der Film politisch korrekt sei. Er sei in seinen letzten 20 Minuten manipulativ.
Roger Ebert schrieb in der Chicago Sun-Times vom 10. November 2000, dass der Film eine Filmbiografie im alten Stil sei und dass er es positiv meine. Die Biografie sei nicht mit Actionszenen verfälscht.
Mick LaSalle lobte in der San Francisco Chronicle vom 10. November 2000 die Darstellung von Cuba Gooding Jr. Teile der gezeigten Karriere von Carl Brashear würden keine dramatischen Momente beinhalten und routiniert wirken.

„Auch wenn viele Momente an Meisterregisseur John Ford erinnern, an dessen Qualität kommt der Film trotz guter Darsteller nicht heran. Denn das langgezogene moralinsaure Ende nervt gewaltig.“

Die Zeitschrift Cinema 5/2001 warf dem Film „reaktionäre Phrasen“ und Pathos vor.

## Auszeichnungen
Robert De Niro wurde 2001 für den Golden Satellite Award nominiert. Cuba Gooding Jr., Aunjanue Ellis und der Film wurden 2001 für den Image Award nominiert. Cuba Gooding Jr. und Scott Marshall Smith wurden 2001 für den Black Reel Award nominiert. Mark Isham und der Song Win von Brian McKnight wurden 2002 für den Grammy Award nominiert.
Die Deutsche Film- und Medienbewertung FBW in Wiesbaden verlieh dem Film das Prädikat wertvoll.

## Hintergrund
Der Film wurde in den US-Bundesstaaten Oregon, Washington und Kalifornien gedreht.  Die Produktionskosten betrugen schätzungsweise 32 Millionen US-Dollar. Das Einspielergebnis in den Kinos der USA betrug 48,8 Millionen US-Dollar.